# Casino Kleist
Le Casino Kleist (Kleist-Kasino ou Kleist-Casino en allemand, souvent abrégé en KC) est un ancien bar gay berlinois situé dans la Kleiststraße dans l'ancien arrondissement de Schöneberg. Fondé en 1921, il perdure jusqu'en octobre 2002, interrompu seulement entre 1936 et 1950 suite à sa fermeture par les nazis. Tout au long de son existence, le Casino Kleist offre entre autres un espace de sociabilité et de sexualité homosexuelle, et également de prostitution.

## Histoire

### 1921–1936
Lors de son ouverture en 1921, le Casino Kleist se trouve au 15 de la Kleiststraße. Robert Dozy, son fondateur et propriétaire né en 1870, réussi à faire du Casino Kleist une adresse incontournable de la scène gay berlinoise. En 1924, il y fait également la connaissance de Gerhard Voigt, né en 1907, qui reste son partenaire jusqu'à sa mort. Lorsque Dozy meurt en 1930 des suites d'une longue maladie, il lègue à Voigt tous ses biens, dont le Casino Kleist. Voigt ne continue cependant à le gérer que jusqu'à la fin de l'année 1931, avant de le transmettre au commerçant Herbert Schreiber et d'ouvrir un nouveau local.
Depuis l'extérieur, il est impossible de le distinguer d'un restaurant normal. Une grande enseigne avec le nom en caractères gothiques est accrochée au-dessus de l'entrée, des publicités pour la bière Engelhardt Bräu et une simple enseigne « Bar » flanquent alors l'entrée. L'intérieur est une pièce tubulaire divisée en trois espaces séparés par des poutres en bois, chacun pouvant accueillir un canapé en cuir rond. La lumière rose tamisée et les parapluies à l'entrée des alcôves offrent aux couples des possibilités discrètes de se retirer pour échanger des caresses. Au centre de la pièce se trouve le bar. Le public est à l'époque composé d'employés de banques et de bureaux et de commerçants, principalement des représentants de la classe moyenne bourgeoise ainsi que de quelques visiteurs issus de la haute société, de célébrités et d'artistes, à l'image de Gottfried von Cramm, Anton Walbrook et Willy Trenk-Trebitsch (de). Le local est également le point de chute de nazis célèbres comme Ernst Röhm, Philippe de Hesse-Cassel et Paul Röhrbein (de).
Si le casino Kleist organise des événements tels que des revues de travestis, et si de la pornographie homosexuelle y est disponible, la majorité des clients s'y rend surtout pour entrer en contact avec des prostituées. Sur demande, il est possible de recevoir le livret Je t'aime (titre en français), dans lequel se trouve une liste de noms et toutes sortes de caractéristiques qui leur sont associées, de sorte que les clients puissent choisir parmi les prostitués comme dans un menu. Ils et elles gagnent environ 10 à 15 marks par nuit.
Pour les homosexuels organisés dans des associations comme le Bund für Menschenrecht, qui tentent de donner une image « vertueuse » de l'homosexualité, orientée vers les valeurs bourgeoises, le casino Kleist, avec son mélange de prostitution, de promiscuité, de permissivité, de pornographie et de grandes différences d'âge entre les prostituées et les clients, constitue une sappe de leur stratégie politique.
Le 3 mars 1933, quelques semaines seulement après la prise du pouvoir par les nazis, les 14 lieux de rencontre homosexuels les plus connus de la ville, dont le Casino Kleist, sont fermés. Sur l'insistance d'Ernst Röhm, qui se plaint de ces fermetures auprès d'Hitler, certains peuvent toutefois rouvrir, dont le Casino Kleist. L'assassinat d'Ernst Röhm en juillet 1934 n'y change rien et le lieu reste encore quelque temps ouvert, même si les rafles sont désormais fréquentes. Le Casino Kleist est finalement définitivement fermé en 1935/1936.

### 1950–2002
Le 4 février 1950, le KC rouvre ses portes au 35 de la Kleiststraße. Au printemps 1958, alors que la scène gay berlinoise subit à nouveau la répression, une rafle y est menée.
Dans les années 1960, l'écrivain et précurseur des études queer Hubert Fichte y est régulièrement invité, mais aussi Andreas Baader, qui pose au milieu des années 1960 pour le photographe Herbert Tobias pour un journal gay de l'époque. Klaus Nomi y fait ses premiers pas, encore infructueux, en tant que chanteur d'opéra à la fin des années 1960.
En 1971, le local apparait dans le film de Rosa von Praunheim, Ce n'est pas l'homosexuel qui est pervers, mais la situation dans laquelle il vit, et représente le style de vie de nombreux gays. Dans le film, Manfred Salzgeber se tient devant le local et on entend le commentaire en voix off : « 2000 partenaires sexuels changeants dans la vie d'un gay sont souvent le substitut de l'Unique ».

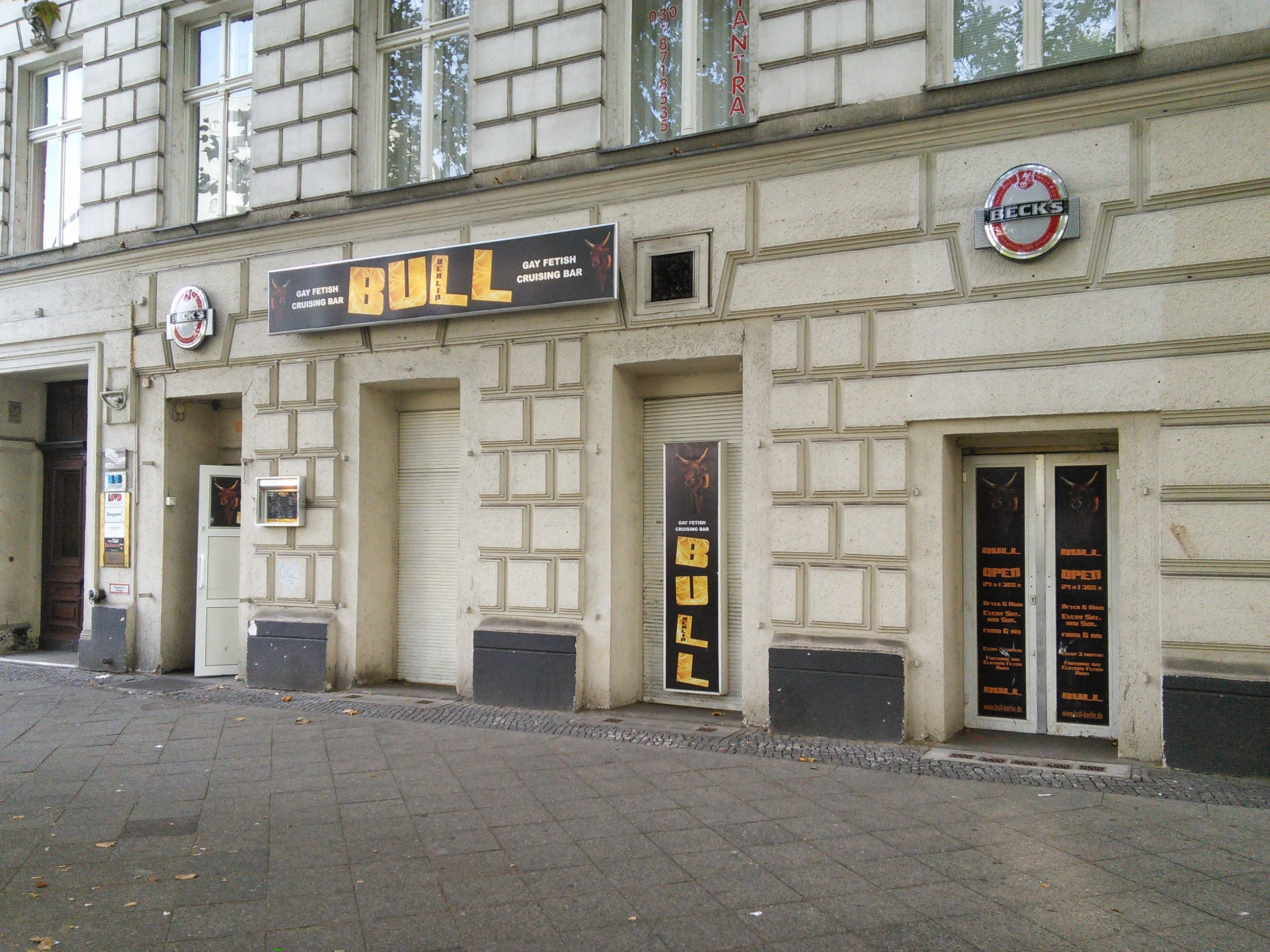
Le Bull, successeur du Casino Kleist.

La réception critique des lieux de rencontre gays traditionnels par les rangs des gays plus politisés ne nuit pas au Casino Kleist, malgré son caractère de « bar gay tout à fait ordinaire ». Même dans les années 1980, il fait partie intégrante de la subculture gay de Berlin. Sur son site internet, il revendique alors le titre de « plus ancien bar gay d'Europe ». Malgré la fermeture du Casino Kleist en 2002, l'endroit reste un lieu de vie homosexuel : le Bull. Ouvert 24h/24, il abrite aujourd'hui un bar fétiche gay.
Il est à noter qu'une succursale du Casino Kleist est ouverte en 1964 sur l'île de Sylt, dans le Nord du pays. Outre des prostituées, il accueille des célébrités comme Arndt von Bohlen und Halbach, Evelyn Künneke, Zarah Leander, Ivan Rebroff, Harald Juhnke et Thomas Fritsch. Il a ferme finalement aux alentours de 2013.